# 麦吉尔大学
麥基爾大學（英語：McGill University）為一所坐落於加拿大魁北克的公立研究型大學，使用英语授课。該校是U15大學聯盟、大英國協大學協會、美國大學協會成員校之一，學校成立於1821年英國殖民時期，是歷史悠久的加拿大老四校之首。該校两百年以来培育了14位諾貝爾獎得主以及147位羅德學者，數量遠超加拿大其他高校。麥基爾与多伦多大学、不列颠哥伦比亚大学并称加拿大大学“三强”。麥基爾大學在麥克林期刊(Maclean’s)發佈的權威加拿大大學排名中連年穩居全國研究型大學第一名；在英國《QS》高等教育研究机构最新发布的2024年世界大学排名中位列全球第30。
大學本部位於蒙特利爾市中心中皇家山的山腳，另一個附屬校園則位於本部以西30公里、佈滿田野與林地的蒙特利爾島聖安娜-德-貝爾維尤。麥基爾眾學術單位被歸入13所大的學院內。 以每名學生的受惠金額來算，校方為其中一所擁有最多捐款回贈的加拿大高校（每位學生21,633加幣）。
麥基爾大學所賦予的學位及文憑涵蓋逾300個學術領域。多數學生就讀於醫學、理學、文學、工程學、管理學五所較大型學院。省內、外及國際生的學費各有參差。
截止2020年，麥基爾大學的校友、教职工及研究人员包括了14位諾貝爾獎得主及145位羅德學者，人數均為加拿大最多。另還有3名加拿大總理、13名加拿大最高法院大法官及眾多其他學術獎項的獲獎者。麥基爾校友同時協助了足球、籃球與冰球賽事的發展，及約翰霍普金斯醫學院、英屬哥倫比亞、維多利亞及艾爾伯塔大學的創立。

## 校史

### 皇家進修學院
1801年，下加拿大立法會議通過成立皇家進修學院（Royal Institution for the Advancement of Learning）的議案，以示響應該省對創立免費學校及進修學院的需求。。1816年，學院獲授權開辦兩所分別位於魁北克市及蒙特利爾的皇家文法學校。此乃下加拿大公立教育史的轉折點，因為有關學校的成立是基於1807年、獲立法會議批核的區域公立學校法案（District Public Schools Act）。這顯示了政府開始願意支付教育經費，包括校長的工資。 當1813年詹姆士·麥基爾去世時，他的遺產交由進修學院負責監管。33年過後，兩所文法學校被停辦；直至19世紀中，學院喪失了旗下另外的82所文法學校的控制權。其唯一的存在價值是以自身的名義掌管麥基爾的財產。截至現在，學院仍為麥基爾大學及其他聯誼機構（如現為大學麥克唐納校園的前麥克唐納學院、蒙特利爾神經內科研究院及醫院及皇家維多利亞學院）的企業識別。自1852年皇家憲章的更改，麥基爾大學理事會為學院的受託人之一。

### 麥基爾學院

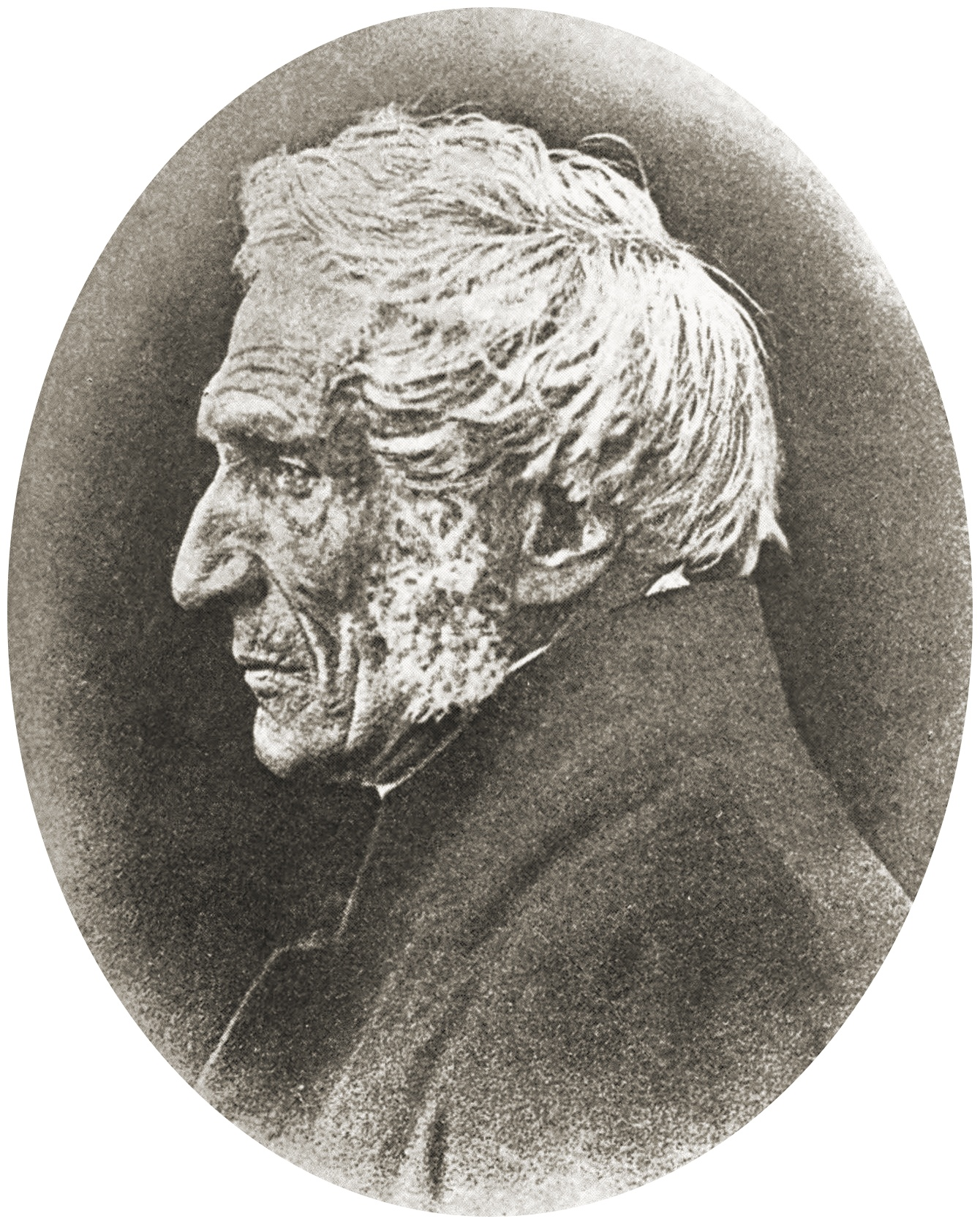
麦吉尔学院第一任校长 The Rt. Rev. Dr. George Mountain

生於1744年10月6號的蘇格蘭格拉斯哥，詹姆士·麥基爾是一名在1756年獲格拉斯哥大學錄取的法語魁北克英籍商人。 1811-13年間，他計劃並最終決定將其10,000英鎊的資產給予皇家進修學院。
就在1813年12月詹姆士·麥基爾的逝世之後，皇家進修學院按照他的遺願利用這筆基金創立了一所大學。他規定遺產“只能用於在本省建立一所旨在提供教育及持續進修的大學或學院”，而此學校的名稱需包含他的名字並需於他死後的10年之內建立，否則其妻子將為接管此資金成為其繼承人。
1821年3月31日，在經過與詹姆士妻子家屬的漫長法律戰後，麥基爾學院獲得了由時任國王喬治四世所頒發的皇家憲章。憲章賦予了學院“大學”的地位與名譽，並承認其頒發學位的資格。
加拿大圣公会魁北克省及蒙特利尔教省第三任大主教/牛津大学法律博士乔治·蒙顿担任了第一任校长，他也是1843年成立的主教大学和1836年成立的中学主教学院的重要人物。

### 麦吉尔大学

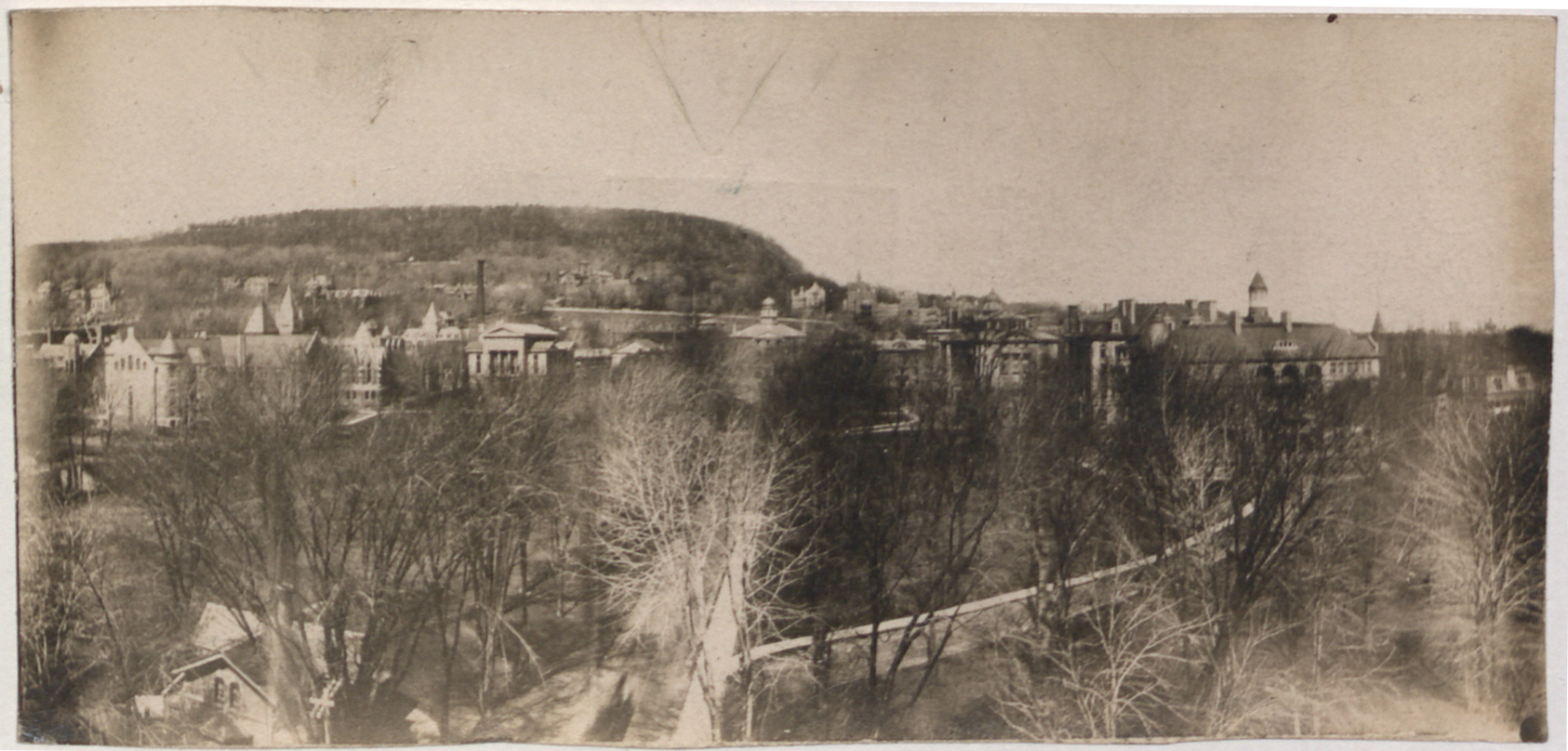
1906年的麥基爾大學與皇家山之全景照。

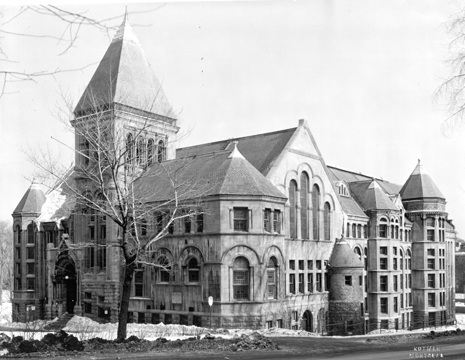
自然史庫。

麥基爾學院雖獲賦予了皇家特許狀，但學校一直處於停辦的狀態，直到數次的校園擴展動工。學校理事會最終在1885年採用沿用至今的校名——“麥基爾大學”。
雖然獲頒發皇家憲章，但麥基爾的辦學成就一直不佳，直到1829年蒙特利爾醫學中心（於1823年成立）合併成為其第一所教研單位為止。這同時也是加拿大第一所大學醫學院。醫學院後於1833年頒發了加拿大第一個醫學學位證明——內外全科醫學博士。 1843年，麥基爾文學院隨新文學大樓及道森學院西翼大樓的成立而誕生，成為麥基爾第二所學院。 1848年，加拿大第一所法律學院也在麥基爾創立。學校的建築學院後在1896年加盟。
於1855-1893年間擔任大學校長的約翰·威廉·道森，常獲認為是使麥基爾蛻變成一所現代型大學的最大功臣。 在職期間，他極力囊集蒙特利爾最富有人家的資金援助（將近80%的加拿大財富後均掌握在居住於大學附近的富貴家庭手中）。有關援助主要被用以建築更多的教學大樓。 是次的校園擴建一直進行至1920年。
1900年，麥基爾成立了麥克倫南流動圖書館，並成功於四年後出版了由弗朗西斯C.羅賓遜撰寫的刊物《麥基爾大學的華爾兹》。
1905年，校方在大學其中一位最主要的捐助者威廉·克里斯托弗·麥克唐納的幫助下，獲得了第二個校區。此原稱為“麥克唐納學院”的麥基爾麥克唐納校園，位於蒙特利爾以西32公里的聖安娜-德-貝爾維尤，並在1907年正式開始收生，提供農業學、家居科學及教育學課程。

麥基爾的女性教育始於1884年。當時的領導者唐納德·史密斯開始統籌由校方員工親自任教、專為女性而設的課堂。1888年大學首度頒發女性學位。十一年後，皇家維多利亞書院成為了麥基爾大學的女性宿舍。截至上世紀七十年代，所有的麥基爾女性本科生均自動為維多利亞書院的成員。自2010年秋季，該書院的新鎮區為男女宿舍，而較舊的西翼則仍只供女性居住。

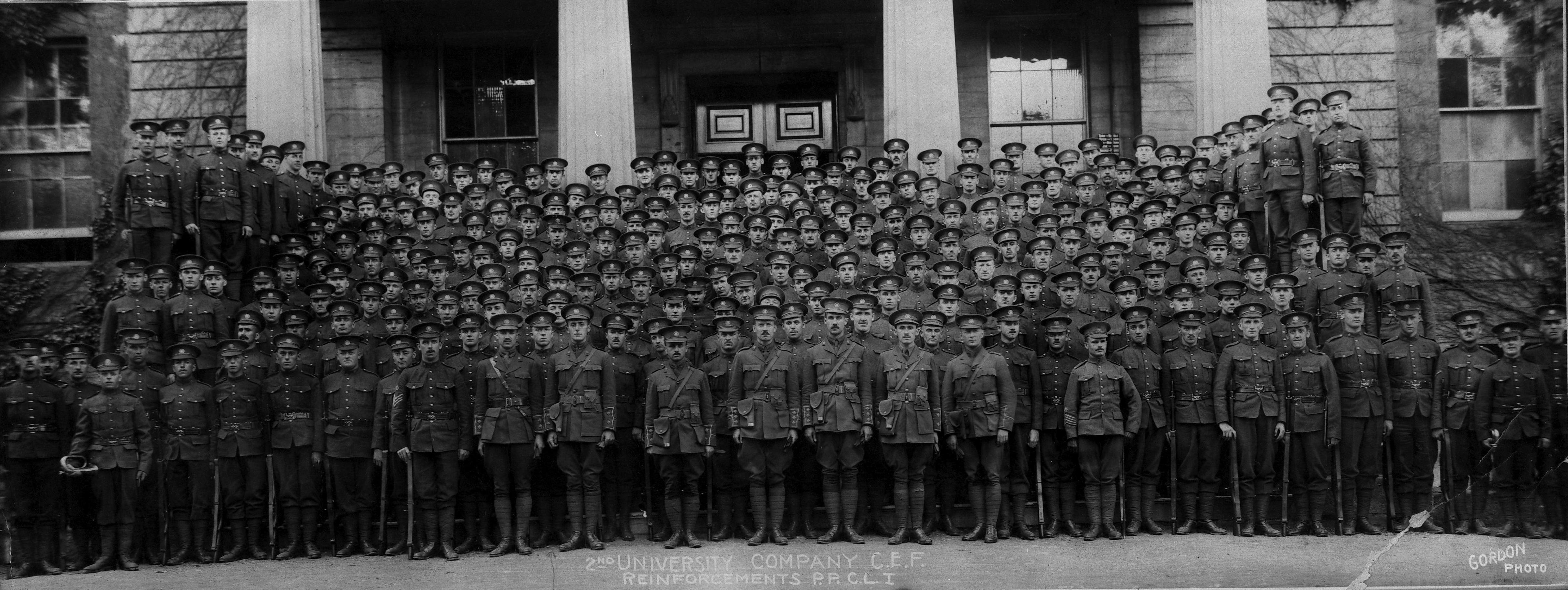
1915年麥基爾大學軍團出征協助法國前所攝下的照片。

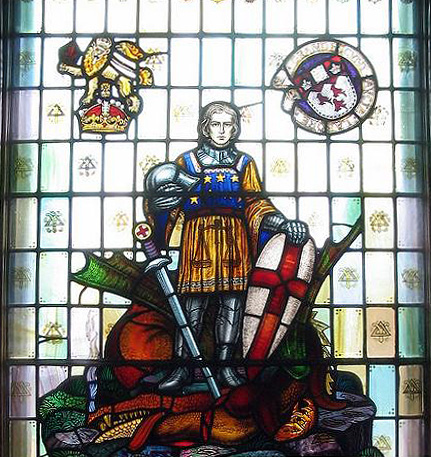
建築與藝術圖書館入口（戰爭紀念之窗）。

麥基爾在一次大戰裡扮演了重要的角色。許多大學的學生及校友受到第一波愛國熱潮的影響，而紛紛於1914年入伍。不過，加拿大於1915年在伊珀爾的戰役中傷亡慘重。有關軍團的發起人、蒙特利爾的一名富商漢密爾頓·高爾特，面臨陸軍人數嚴重不足的問題。他繼而尋求朋友的協助，後有許多相關人物願意擔任士兵。就在他們回國之時，喬治·麥克唐納和喬治·柯里少校成立了後成為普華永道創辦成員之一的麥當勞柯里（McDonald Currie）會計公司。
學校亦有很多紀念戰爭死者的建築物。珀西瓦爾·莫爾森隊長在1917年7月的一次行動中被殺，而麥基爾大學的珀西瓦爾·莫爾森體育場就是專為他而建。另外，大學裡還有一所戰爭紀念堂（War Memorial Hall），加拿大總督哈羅德·亞歷山大，第一代突尼斯的亞歷山大伯爵出席大堂的落成儀式。其與相鄰的紀念池紀念了在一戰及二戰中，為國捐軀的學生。建築物內亦有許多陳列及設計，提醒人物這兩場災難的歷史。
麥基爾大學在其他一些教育組織的歷史中，有著舉足輕重的地位。其在英屬哥倫比亞成立了當地第一所大專院校，為迅速發展的溫哥華及維多利亞的人們提供了學位課程。大學於1903年特許了兩年制的維多利亞學院的運作，學院為學生提供麥基爾首兩年的文理課程，並是現今維多利亞大學的先驅。除此，當地第一所大學為1908年開展的“麥基爾大學英屬哥倫比亞學院”（McGill University College of British Columbia）。此私立學府頒發麥基爾的文憑，直到1915年其成為獨立的英屬哥倫比亞大學為止。道森學院原本也是麥基爾用以應付後二戰時期學生潮的一個衛星校園，此乃許多工程學院學生首三年上課的地點。道森學院後來獨立了出來，並成為魁北克第一所英文普通教育與職業學校。除此，麥基爾醫學院畢業生兼前教授威廉·奧斯勒是約翰霍普金斯大學醫學院四位創院者之一，而亞歷山大·卡梅隆·盧瑟福及亨利·馬歇爾·托里兩位艾爾伯塔大學的創校成員同為麥基爾的校友。

## 校園

### 校園建築

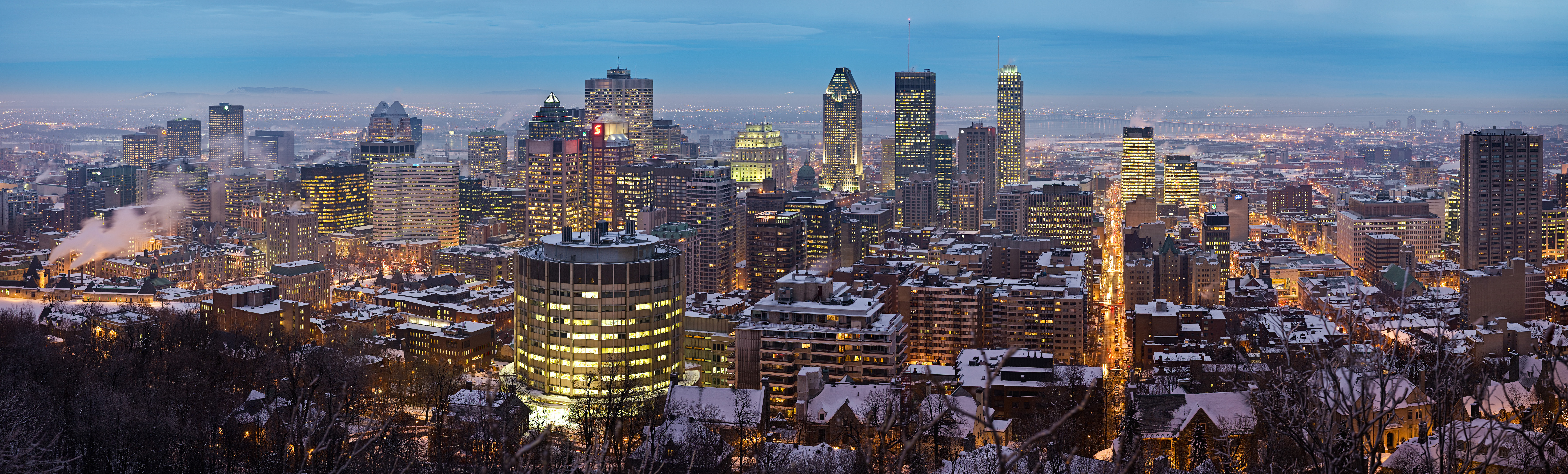
由皇家山眺望麥基爾本部校區的夜景（當中的圓形建築物為麥金太爾醫學大樓）。

麥基爾大學主校區坐落於皇家山下的蒙特利爾市中心。 此本部校園的多座建築物位於舍布魯克街以北、蒙特利爾卑利街及艾爾默街道交匯處以南的地方。蒙特利爾卑利街以西的地方亦有幾所大學或與大學有聯繫的大樓。學生宿舍主要靠近大學道的東面；大學包括珀西瓦爾·莫爾森紀念體育場在內的體育設施則位於皇家山接近蒙特利爾神經性研究院及宿舍附近。所有建築物均以當地的灰磚建成，以示統一。校區附近亦設有蒙特利爾地鐵車站。
校區內有很多古老的建築物。麥基爾辦的第一節課於伯恩賽德場舉辦，此乃詹姆士·麥基爾的鄉郊住宅，截至十九世紀四十年代大學開始建造文學大樓中部及東翼前，此為麥基爾唯一的教學設施。校園其餘地區基本上是一個牧牛場格局，情況與部分其他加拿大高校及大多同齡的初期美國院校相似。
麥基爾大學於2012年獲《旅遊+消閒》雜誌評為“全球十七大最美麗校園”之一。

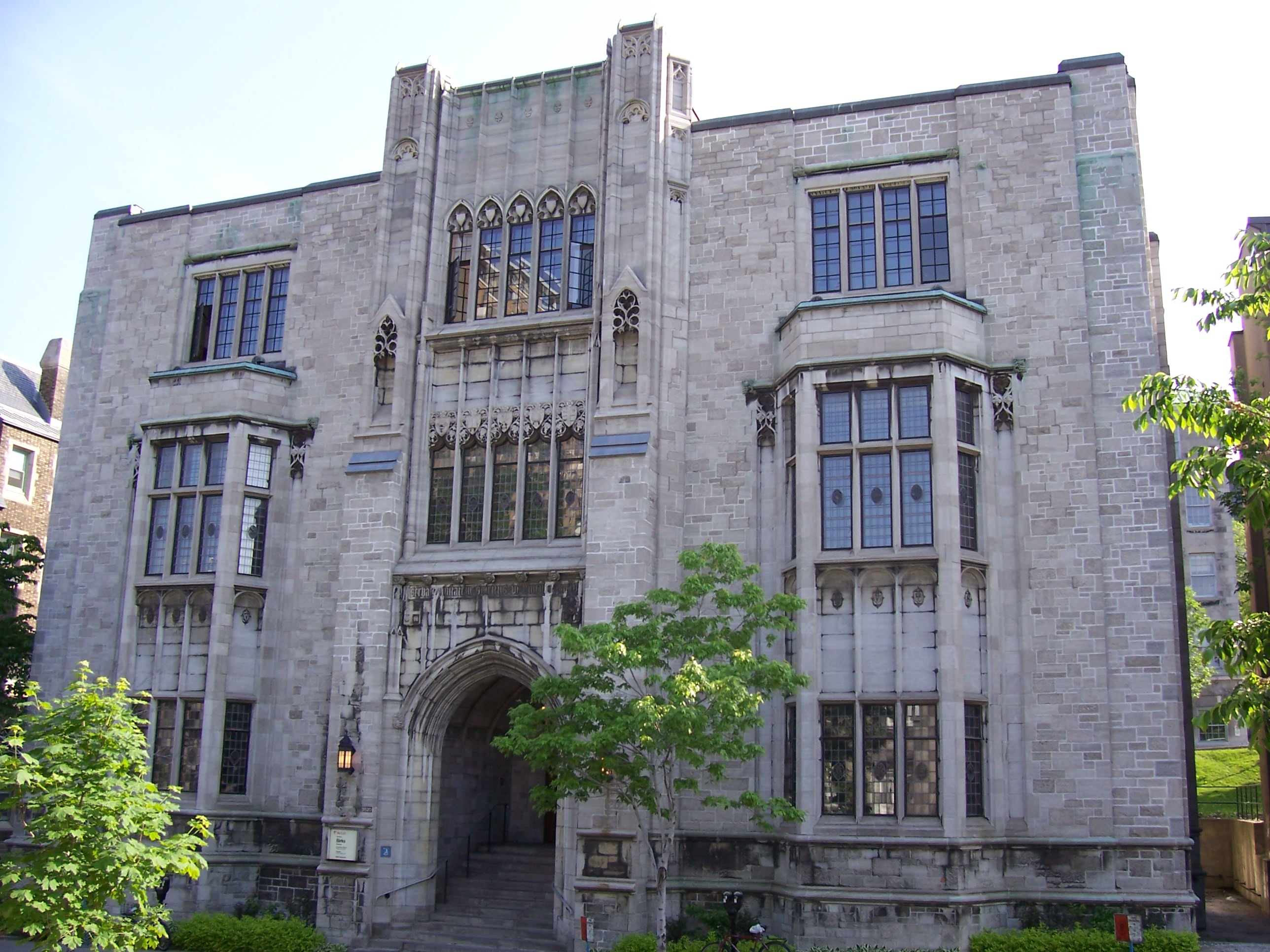
宗教研究學院哥特式門面。
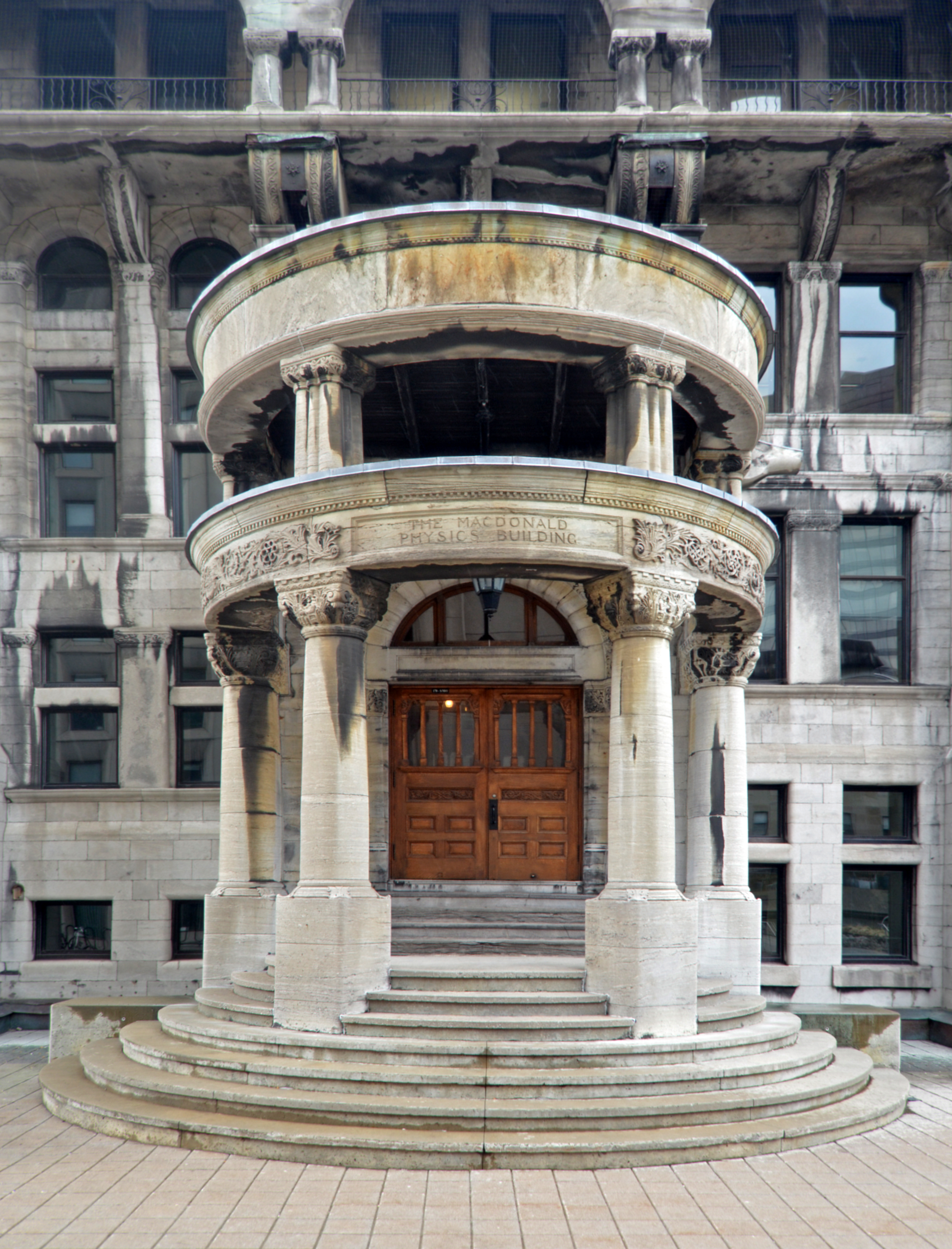
現為麥克唐納-斯圖爾特圖書館大樓的前麥克唐納物理學大樓已棄用之舊入口。
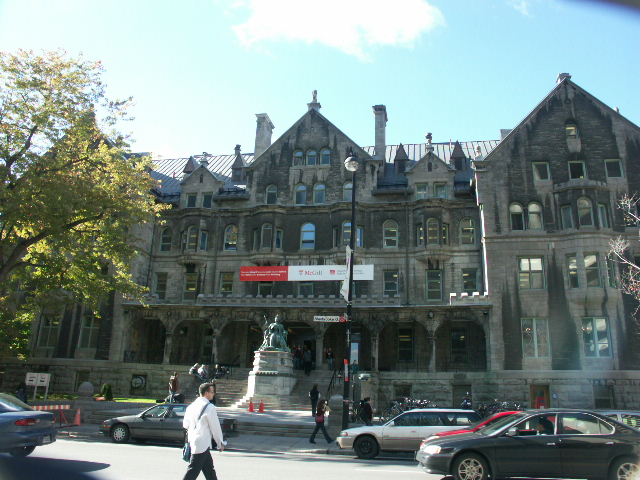
斯特拉斯科音樂大樓（前皇家維多利亞學院）。
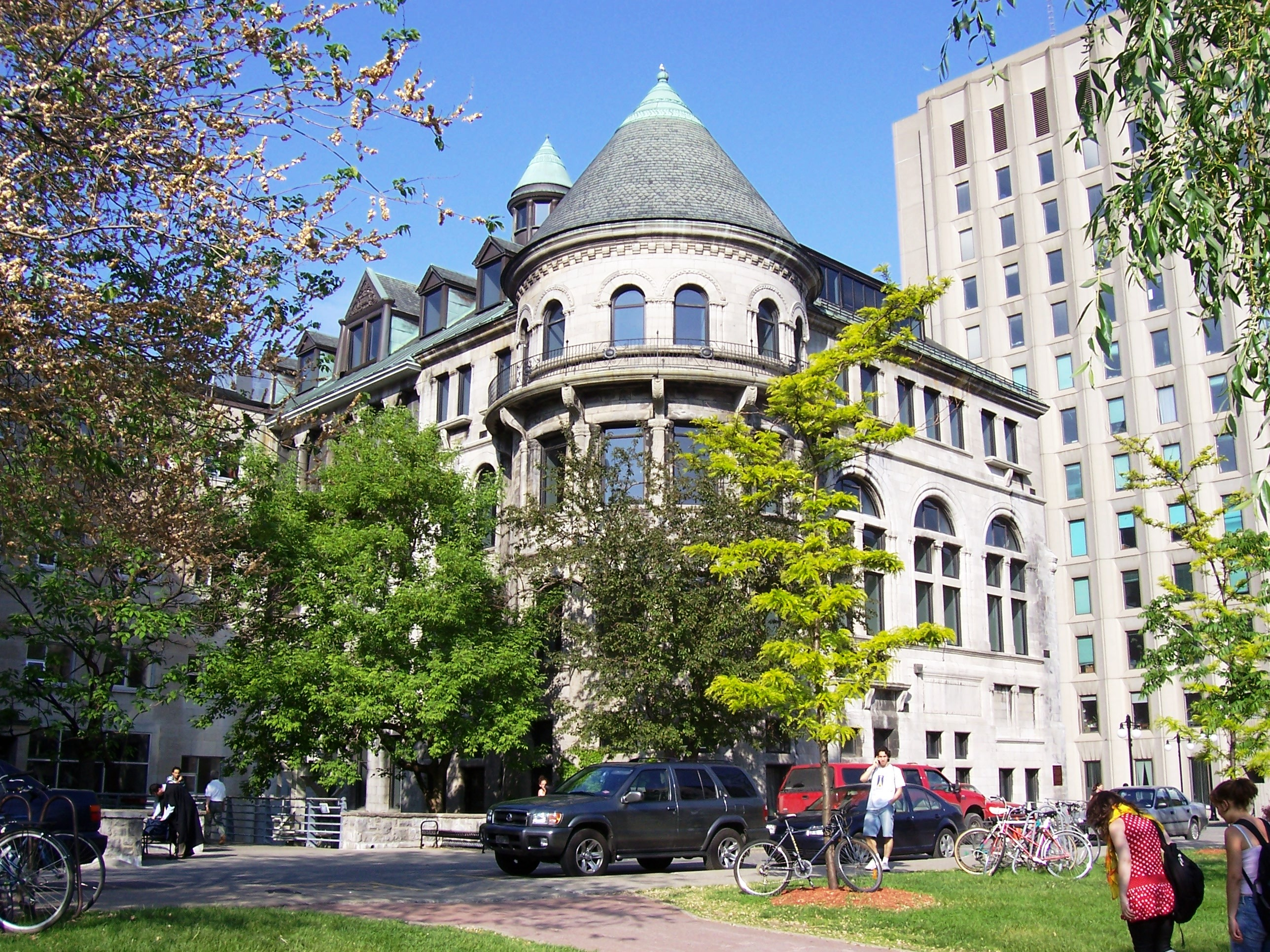
舒利希理工圖書館所在地——麥克唐納-斯圖爾特圖書大樓。
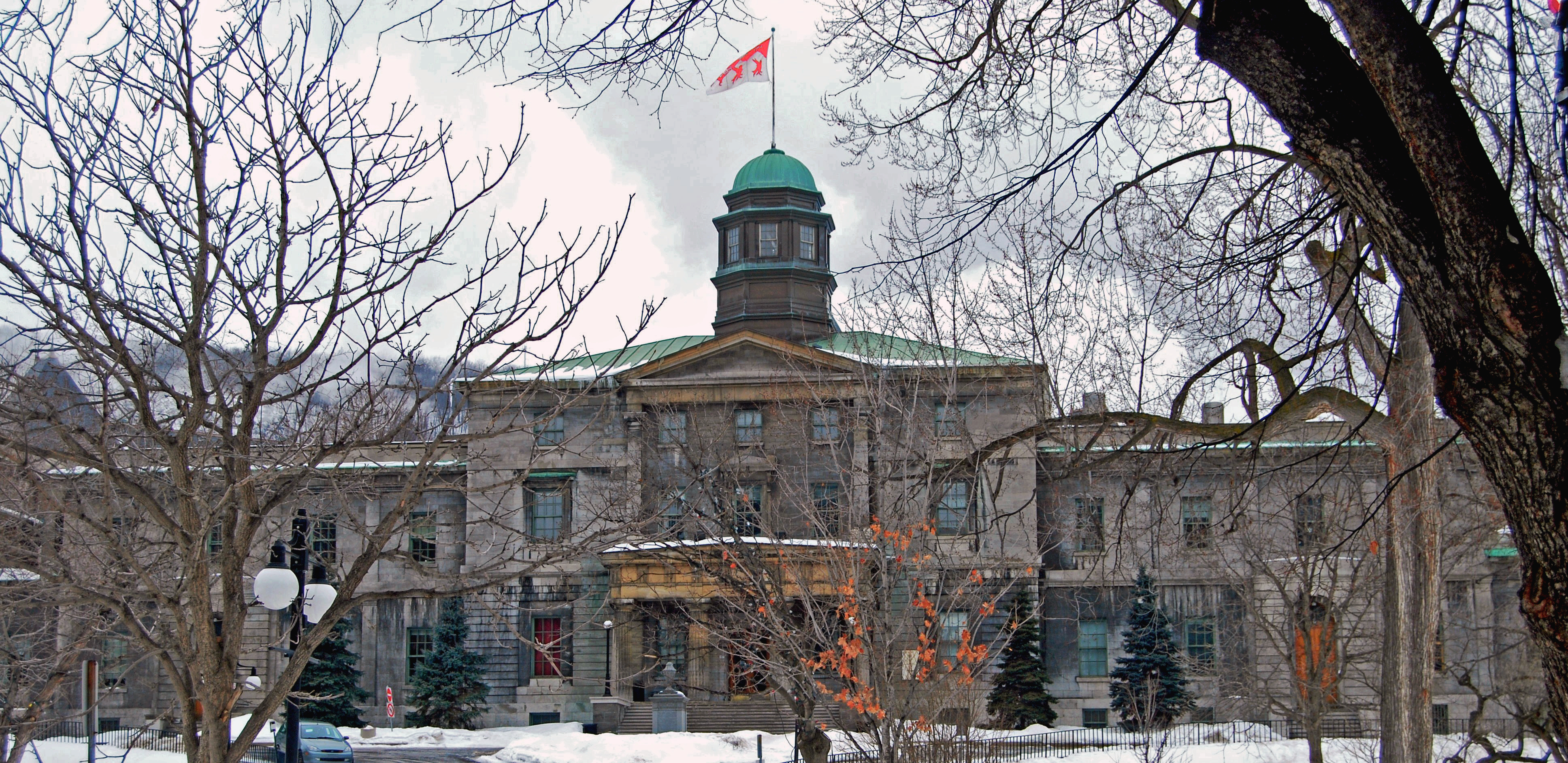
於1843年建成的文學大樓是校園內最古老的建築物。

### 住宿
麥基爾大學的宿舍規模小，只能容納約三千一百名本科生及少數的研究生。 宿舍大多只留給大學新生，多數學生（即使是非蒙特利爾居民）在一年級之後均無法住宿，並需尋求校園以外的房屋，多安置在市中心校區正東面的米爾頓公园区（故該區又稱“麥基爾城中村(McGill Ghetto)”。近年來，因為校園附近區域的房地產租金上漲，故尋找住房成為麥基爾學生的一大挑戰，並是他們在校的“成長印證”之一。除了米爾頓園，較遠的米萊恩德、高原區，甚至是更遠的凡爾登都成為了學生的目標。

## 排名聲譽
麥基爾大學一直以來都被公認為是加拿大頂尖學府之一，素為加拿大傳統四大校之一，另外三所則為多倫多大學、西安大略大學以及女王大學。
由於長達20多年的魁北克的獨立運動，造成多倫多城市的崛起而使蒙特利爾淪為加拿大第二大城市，以致麥基爾大學的發展也受到影響，直到魁獨運動平息後才逐漸恢復元氣。但麥基爾大學在微型機器人、神經再生與功能恢復、人類疾病的遺傳基礎、癌症研究及抑制癌細胞擴散、電信研究、生存發展、國際危機行為、海洋產品、政治科學等多項研究項目上依然强劲。

## 教學語言
所有課程和課程材料均以英語提供。學生可以英語或法語提交書面課程作業和考試。根據麥吉爾大學的學生權利憲章，每個學生都有權以法語或英語提交任何要評分的書面作業（除非課程的一個目標是掌握一種語言)。
麥吉爾大學是魁北克三所英語大學之一；法語不是入學的要求。然而，法學院確實要求所有學生“被動雙語”，因為隨時可能使用英語或法語。 超過40,000名學生就讀於麥吉爾大學，國際學生約佔學生總數的29%。大多數學生至少精通兩種語言。講法語的學生，無論是來自魁北克還是海外，現在約佔學生總數的20%。 
雖然教學語言是英語，但自成立以來，麥吉爾大學就允許學生用法語撰寫論文，而且自1964年以來，所有院系的學生都可以提交任何英語或法語的評分作業，前提是課程的目標是不學習特定的語言。該大學有雙語語言政策和章程。
1969年，民族主義的McGill français運動要求McGill成為講法語的、親民族主義者和親工人的人。該運動由政治學教授斯坦利·格雷領導（在最近（1968年）立法建立魁北克大學後，他可能不知道政府的計劃）。1969年3月28日，10,000名工會會員、左翼活動家、CEGEP 學生，甚至麥吉爾大學的一些學生在大學的羅迪克蓋茨舉行了示威。抗議者將英語視為商業的特權語言。在麥吉爾，講法語的學生僅佔學生總數的3%，可以被視為維持英語國家對以法語為母語的省份的經濟控制的力量。然而，大多數學生和教師反對這樣的立場。

## 知名校友
- 贾斯廷·特鲁多：加拿大第23任总理
- 约翰·阿伯特：第3任加拿大总理
- 威尔弗里德·劳雷尔：第7任加拿大总理
- 朱莉·帕耶特：第29任加拿大总督
- 里奧·豪薩科斯：第29任加拿大参议院反对党领袖（英语：Leader of the Opposition in the Senate (Canada)）

- 維拉·薇契-斐柏嘉：第6任拉脫維亞總統
- 艾哈邁德·馬哈茂德·穆罕默德·納齊夫：第48任埃及總理
- 贾玛鲁丁查吉：前馬來西亞第二財政部長
- 彭明敏：臺灣獨立運動領袖、臺灣總統府資政。

- 赵长鹏：華人首富，創辦加密貨幣交易所幣安

- 威廉·薛特納：加拿大男演员，曾飾演《星際爭霸戰》的詹姆士·T·寇克
- 周峻纬：中国男演员，代表作为《琉璃》

## 國際交流
麥基爾大學的國際學生人數居全加之首，來自155個國家，佔全部學生人數的24% 。由於麥基爾教學品質，歷史聲譽，人文環境媲美美國常春藤聯校 ，而相對學費低於常春藤各校，故吸引了大量美國的優秀學子。 因此麥基爾大學也是加拿大美國學生數量最多的大學。如今，麥基爾開設的專業從希伯來語到會計學，從音樂到土壤學，囊括宇內，工商、醫法、文法各科無所不包。
麥基爾大學對外學術交流很活躍，和世界上眾多國家與地區頂尖大學有學術往來，包括哈佛大學，耶魯大學，劍橋大學，牛津大學，倫敦政經學院，普林斯頓大學，加州大學伯克利分校，北京大學，清華大學等。 每年，很多科學、政治、文學、商業及社會運動等領域的傑出人物會到麥基爾大學演講。

## 附註
1. ↑  每個大學對計算這個數字都有著不同的原則，如：有些大學並不計算那些在得獎以後才到有關院校的人，而有些大學則仍將其計算在內；有些亦不計算在校任教不足一年的教職員，但其他的卻仍視其為與該校有聯繫的得獎主。這裡顯示的數字為在統一採用了最廣闊的算法後所得出的結果。詳細人物列表請見各大學諾貝爾獎得主列表。